# Südafrikanische Badmintonmeisterschaft 1965
Die Südafrikanische Badmintonmeisterschaft 1965 fand in Kapstadt statt. Es war die 15. Austragung der nationalen Titelkämpfe im Badminton in Südafrika.

## Finalresultate
| Disziplin    | Sieger                          | Finalist                        | Ergebnis           |
| ------------ | ------------------------------- | ------------------------------- | ------------------ |
| Herreneinzel | Alan Parsons                    | Roger J. Mills                  | 7–15, 15–12, 15–6  |
| Dameneinzel  | Ursula Smith                    | Heather Nielsen                 | 11–5, 11–4         |
| Herrendoppel | Alan Parsons William Kerr       | Tony Jordan Roger J. Mills      | 7–15, 15–7, 15–11  |
| Damendoppel  | Ursula Smith Jennifer Pritchard | Angela Bairstow Sandra Bartlett | 17–18, 15–11, 15–1 |
| Mixed        | Alan Parsons Wilma Prade        | William Kerr J. Henry           | 15–7, 15–12        |